# Siemianowice Śląskie
Siemianowice Śląskie é um município da Polônia, na voivodia da Silésia. Estende-se por uma área de 25,5 km², com 68 011 habitantes, segundo os censos de 2016, com uma densidade de 2667,1 hab/km².